# Macroglossum piepersi
Macroglossum piepersi is een vlinder uit de familie van de pijlstaarten (Sphingidae). De wetenschappelijke naam van de soort is voor het eerst geldig gepubliceerd in 1935 door Dupont.